# نئواکسپرسیونیسم

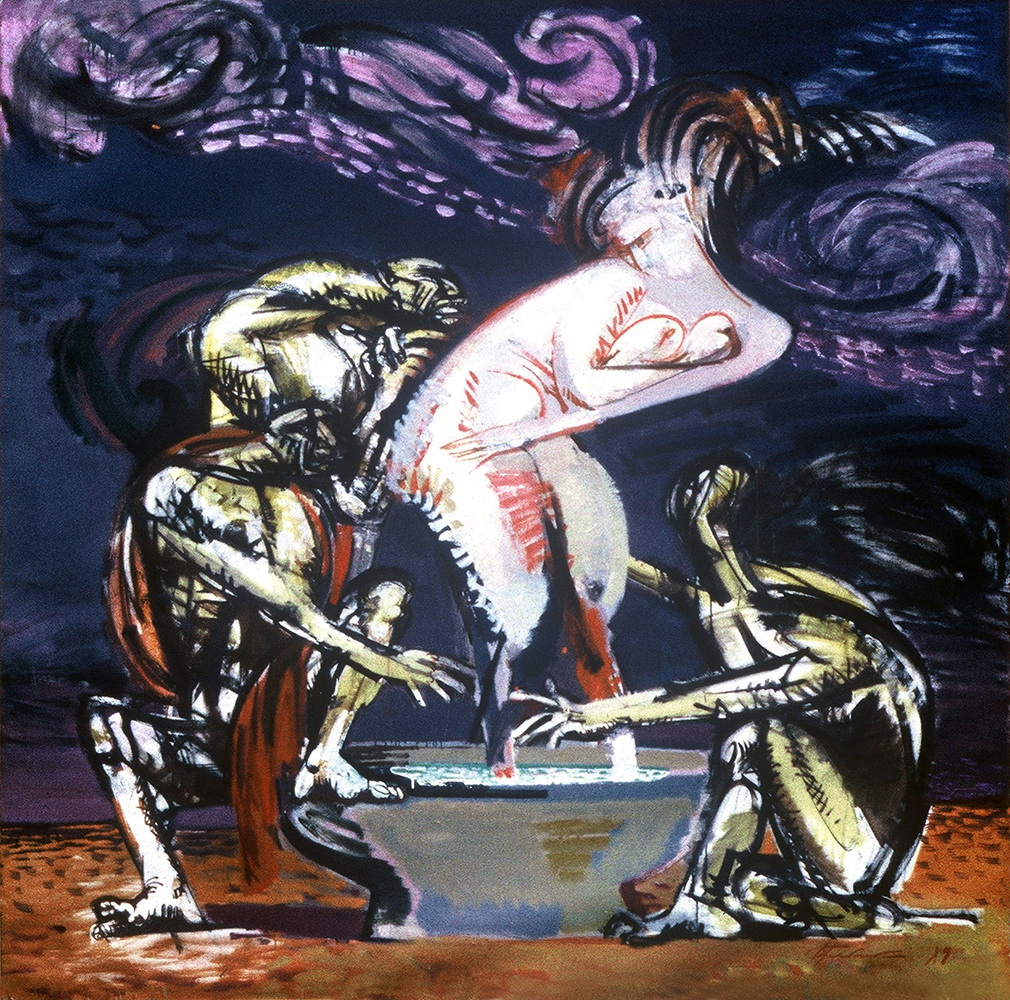
نقاشی از یکی از اعضاء نئواکسپرسیونیسم

نوهیجان‌نمایی یا نئواکسپرسیونیسم (به انگلیسی: Neoexpressionism) یک جنبش هنری در زمینهٔ هنرهای تجسمی و عموماً نقاشی است که از اوایل دهه ۱۹۸۰ تا اواخر آن در اروپا و ایالات متحده آمریکا بر بازار هنر سلطه داشت. این جنبش شامل آثار گوناگونی از نقاشان جوانی می‌شد که در واکنش به هنر انتزاعی دهه ۱۹۷۰، به هنر فیگوراتیو یعنی تصویر کردن بدن انسان و دیگر اشیا قابل تشخیص، روی آورده بودند.
این سبک با نام‌های دیگری junge wild یا neo wilden شناخته شده‌است. نئواکسپرسیونیسم‌ها معمولاً از رنگ‌های واضح در نقاشی‌هایشان استفاده می‌کردند. آن‌ها در نقاشی‌هایشان معمولاً از پرتره استفاده می‌کردند و تصویر اندام یا صورت در آثار آن‌ها قابل مشاهده است. از نقاشان معروف این سبک می‌توان به امیل نولده، ماکس بکمان و ادوارد مونه اشاره کرد. این جنبش در ایتالیا با عنوان Transavanguardia و در ایالات متحده به عنوان Bad Painting شناخته می‌شود.

## تاریخچه
نئو اکسپرسیونیسم تا اواسط دهه ۱۹۸۰ بر بازار هنر حاکم بود. این سبک در سطح بین‌المللی پدیدار شد و بسیاری از منتقدین مانند آشیل بونیتو اولیوا و دونالد کوسپیت به عنوان احیای مضامین سنتی بیان خود در هنر اروپایی پس از ده‌ها سال تسلط آمریکایی مورد توجه قرار گرفتند. ارزش اجتماعی و اقتصادی جنبش به شدت مورد بحث قرار گرفت.
منتقدی چون بنیامین بچلو، هال فاستر، کریگ اوونز و میرا شور نسبت به رابطه آن با بازاریابی نقاشی در بازار رو به گسترش در حال گسترش هنر، شهرت، واکنش شدید در برابر فمینیسم، ضد روشنفکری و بازگشت به موضوعات افسانه ای بسیار انتقاد کردند. و روش‌های فردگرایانه ای که از نظر آنها منسوخ شده‌است. زنان در این جنبش به طرز چشمگیری به حاشیه رانده شدند و نقاشان مانند الیزابت موری و ماریا لاسنیگ از بسیاری از نمایشگاه‌های اصلی آن کنار رفتند، و به طرز چشمگیرترین نمایشگاه «روح جدید در نقاشی» در سال ۱۹۸۱ در لندن که شامل ۳۸ نقاشان مرد اما هیچ نقاش زن نبود.

## جستارها وابسته
- هیجان‌نمایی
- جنبش‌های هنری